# Koncentrační tábor Dachau

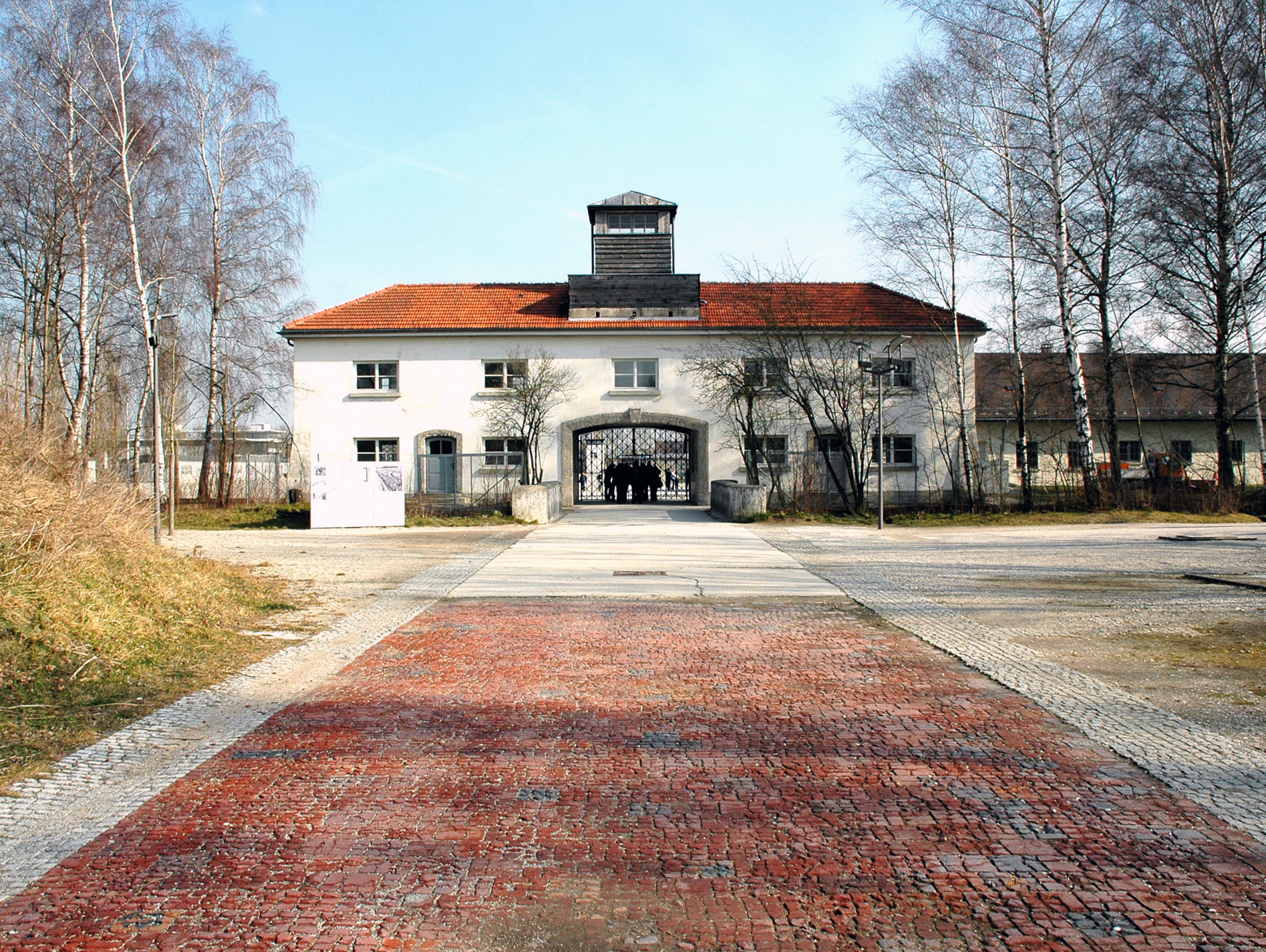
Vchod do KT Dachau

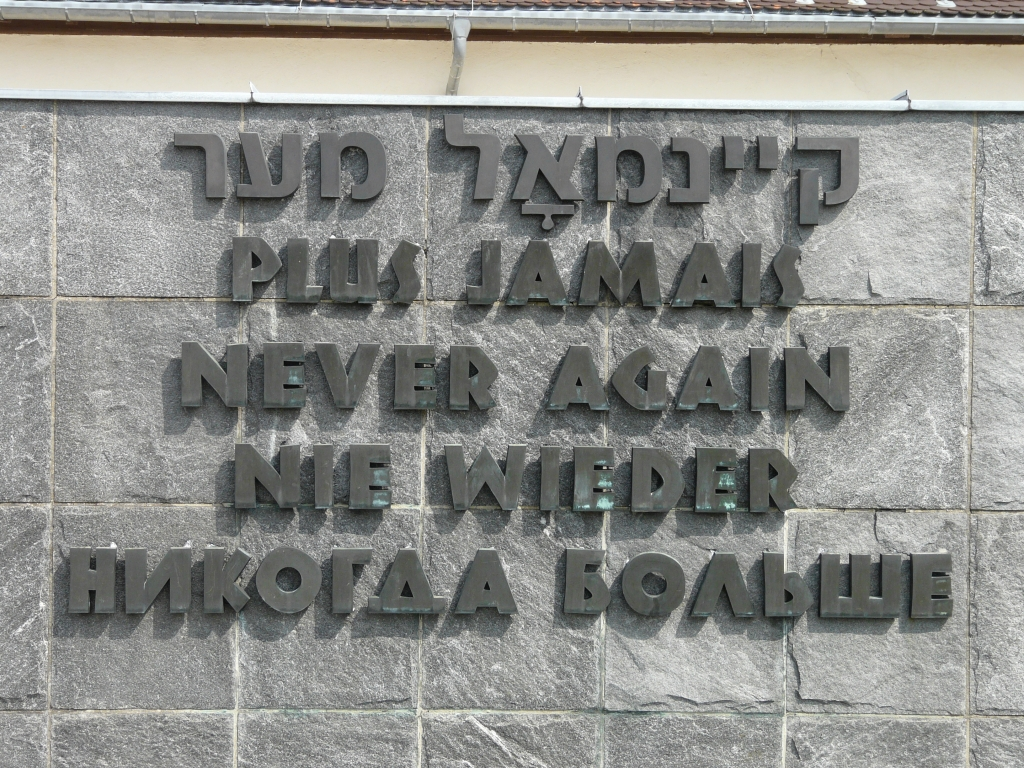
Pětijazyčný nápis „Už nikdy znovu“ na památníku v Dachau

Koncentrační tábor Dachau (německy: Konzentrationslager Dachau či KZ-Dachau) byl první nacistický koncentrační tábor určený pro politické vězně. Nacházel se na pozemku opuštěné muniční továrny poblíž města Dachau, které leží přibližně 16 km severozápadně od Mnichova v jižním Německu.

## Historie
Tento tábor otevřený 22. března 1933 byl prvním stálým koncentračním táborem pro politické vězně založeným vládní koalicí Národně socialistické německé dělnické strany (NSDAP) a Německé nacionální strany lidové (rozpuštěna 6. července 1933). Heinrich Himmler, někdejší policejní ředitel v Mnichově, oficiálně tábor popsal jako „první koncentrační tábor pro politické vězně.“
Dachau posloužil jako prototyp a modelový příklad pro ostatní nacistické koncentrační tábory, které jej následovaly. Jeho základní organizace, vzhled, stejně jako plány budov, byly navrženy jedním z velitelů tábora Theodorem Eickem a posléze byly použity i při výstavbě dalších táborů. Eicke navrhl oddělený bezpečnostní tábor nacházející se poblíž velitelského centra, který se skládal z obytných čtvrtí, administrativy a vojenských táborů. Sám Eicke se stal vrchním inspektorem všech koncentračních táborů a byl přímo zodpovědný za výstavbu ostatních táborů podle tohoto modelu.
Celkem prošlo táborem přes 200 tisíc vězňů z třiceti zemí, z nichž dvě třetiny tvořili političtí vězni a téměř třetinu tvořili Židé. Původně byl tábor určen jen pro 5000 vězňů a vězněni zde měli být především lidé, na které byla uvalena vazba. Postupem času sem byli posíláni i odpůrci režimu, kněží a řeholníci, Židé nebo také homosexuálové. Uvádí se, že v táboře zemřelo celkem 25 613 vězňů a dalších téměř 10 tisíc mělo zemřít v pobočných táborech. Mezi příčiny úmrtí patřily převážně nemoci, podvýživa a sebevraždy. Počátkem roku 1945 v táboře vypukla tyfová[nepřesný odkaz] epidemie. Při následné evakuaci většina oslabených vězňů zemřela.
Společně s výrazně větším vyhlazovacím táborem Auschwitz-Birkenau se stal koncentrační tábor Dachau pro mnoho lidí symbolem koncentračních táborů. Konzentrationslager (KZ) Dachau rovněž zůstává v paměti lidí, neboť se jednalo o druhý koncentrační tábor osvobozený britskými nebo americkými silami. Tudíž se jednalo o jedno z prvních míst, které Západu odhalilo prostřednictvím novinářů a filmových kronik realitu nacistické brutality. Tábor byl osvobozen 29. dubna 1945 americkými jednotkami, které nalezly v uzavřeném táboře 30 000 vězňů. Téhož dne došlo k masakru části zajatých strážných.

## Některé osobnosti vězněné v koncentračním táboře Dachau
Na seznamu vězňů se nacházelo mnoho osobností veřejného života, jako starostové, komunální politici, poslanci a šlechtici; řada vydavatelů novin a časopisů; mnoho známých a tedy vlivných spisovatelů. Byli sem sváženi lidé různých mediálně aktivních povolání s vlivem na veřejnost, jako hudebníci, skladatelé a právníci. Od konce roku 1940 byli z různých jiných táborů do Dachau svážení již dříve zatčení duchovní různých konfesí, kteří byli koncentrováni v kněžském bloku.
Mezi vězně patřily i tyto osobnosti z českých zemí:
- Prof. ThDr. Josef kardinál Beran
- P. Engelbert Blöchl, cisterciácký kněz
- Josef Čapek
- František Fischer (vzpěrač, olympionik)
- P. Richard Henkes
- Profesor Ing. arch. Jiří Kroha
- Josef Plojhar, římskokatolický kněz, pozdější ministr zdravotnictví
- Vojtěch Preissig, malíř, grafik a odbojář
- ThDr. Štěpán Maria kardinál Trochta
- Alois Tylínek, náměstek pražského primátora, arciděkan od sv. Václava v Nuslích
- bl. P. Engelmar Hubert Unzeitig, CMM (1911-1945), blahořečen papežem Františkem dne 24.9.2016 jako "Anděl z Dachau"
- František Bernard Vaněk, spisovatel, pelhřimovský děkan
- Dom Arnošt Vykoukal, opat

## Velitelé
- SS-Standartenführer Hilmar Wäckerle (22. března 1933 – 26. června 1933)
- SS-Gruppenführer Theodor Eicke (26. června 1933 – 7. dubna 1934)
- SS-Oberführer Alexander Reiner (7. dubna 1934 – 22. října 1934)
- SS-Brigadeführer Berthold Maack (22. října 1934 – 12. ledna 1934)
- SS-Oberführer Heinrich Deubel (12. ledna 1934 – 31. března 1936)
- SS-Oberführer Hans Loritz (31. března 1936 – 7. ledna 1939)
- SS-Hauptsturmführer Alex Piorkowski (7. ledna 1939 – 2. ledna 1942)
- SS-Obersturmbannführer Martin Weiß (3. ledna 1942 – 30. září 1943)
- SS-Hauptsturmführer Wilhelm Weiter (30. září 1943 – 26. dubna 1945)
- SS-Obersturmbannführer Martin Weiß (26. dubna 1945 – 28. dubna 1945)
- SS-Untersturmführer Johannes Otto (28. dubna 1945 – 28. dubna 1945)
- SS-Sturmscharführer Heinrich Wicker (28. dubna 1945 – 29. dubna 1945)